# Turbicellepora magnicostata
Turbicellepora magnicostata är en mossdjursart som först beskrevs av Barroso 1919.  Turbicellepora magnicostata ingår i släktet Turbicellepora och familjen Celleporidae. Inga underarter finns listade i Catalogue of Life.